# The Scout Association
The Scout Association est une association scoute reconnue par l'Organisation mondiale du mouvement scout au Royaume-Uni.
The Scout Association fut d'abord nommée The Boy Scout Association en 1910, avant de prendre son nom actuel en 1967.

## Objectifs
Le but de The Scout Association est de « promouvoir le développement des jeunes gens afin qu'il développe pleinement leur potentiel physique, intellectuel, social et spirituel » et pour « créer des citoyens responsables ».
The Scout Association fournit un programme aidant à atteindre ces objectifs pour les jeunes entre 6 et 25 ans. Le dernier recensement répertorie environ 390 000 personnes entre 6 et 25 ans appartenant à The Scout Association.

## Admission des filles
Les filles furent admises mais uniquement au sein des Venture Scouts à partir de 1976, puis dans le reste des sections en 1991. Depuis 2007, l'ensemble des groupes scouts sont obligés d'accepter des filles parmi leurs effectifs, bien qu'une certaine discrimination puisse encore être pratiquée, notamment en formant des groupes de personnes ayant des affinités religieuses.